# Pierre Godolin

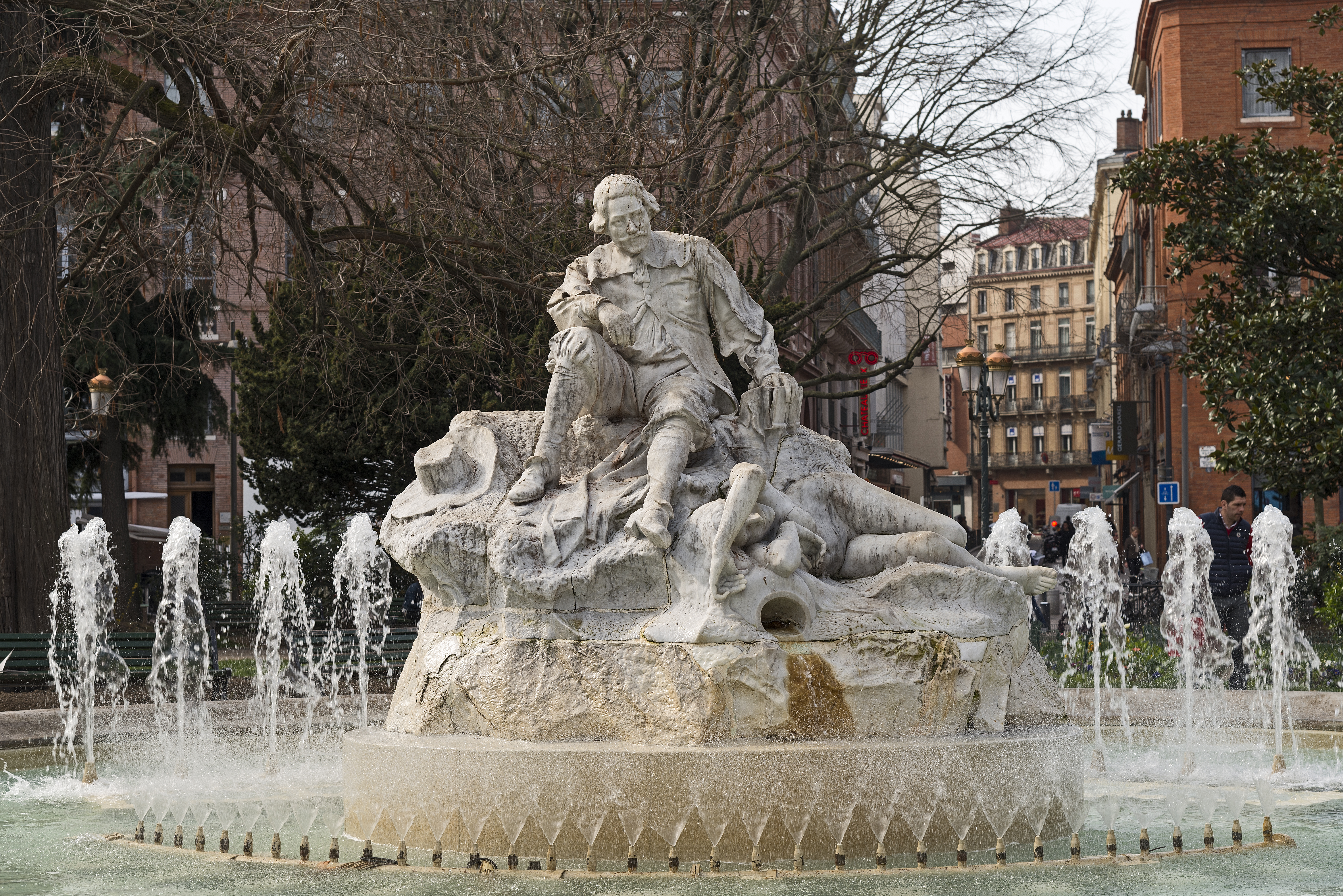
Brunnendenkmal in Toulouse

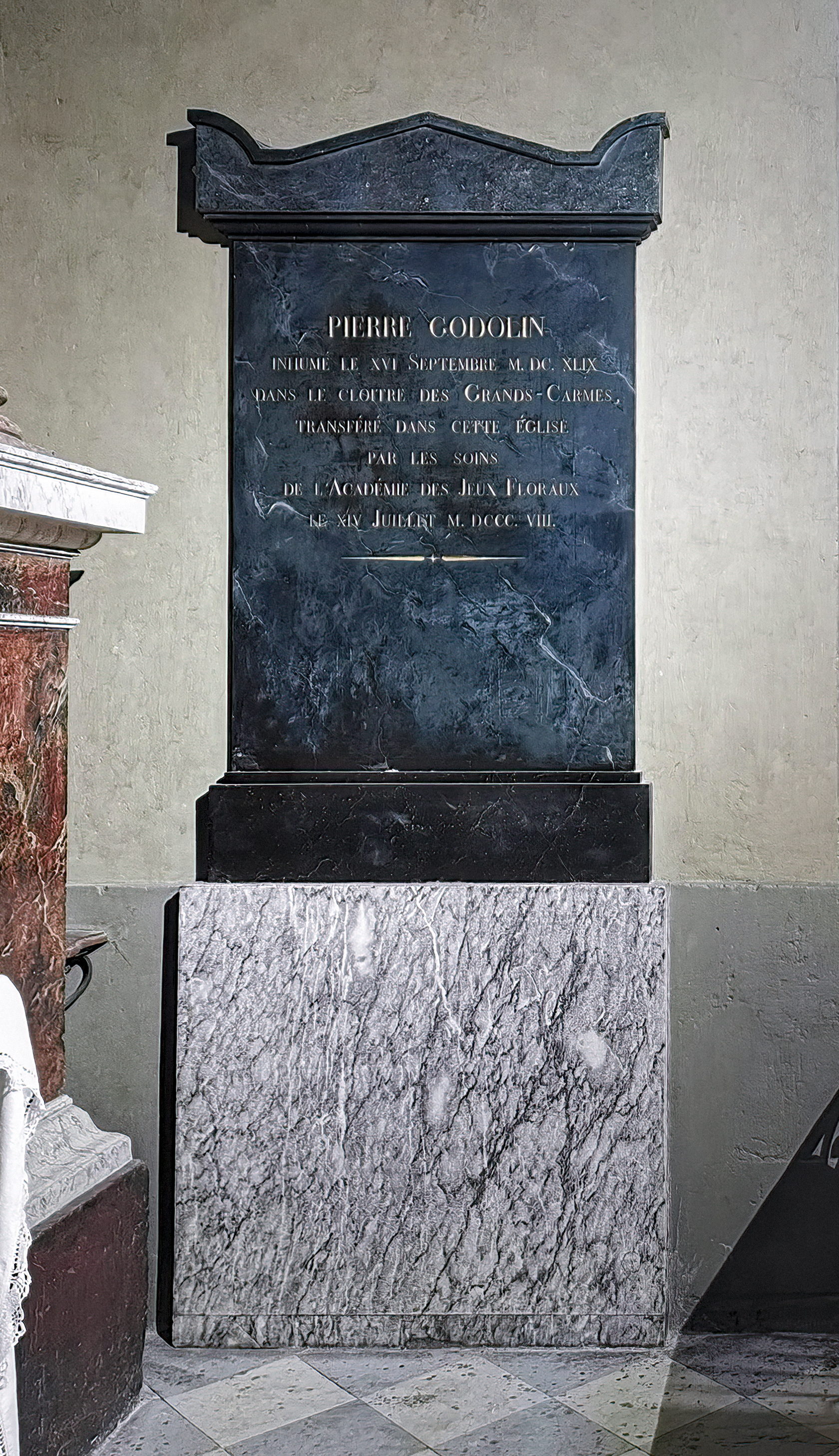
Sein Grab in der Basilika Notre Dame de la Daurade in Toulouse

Pierre Godolin (* 1579 in Toulouse; † 10. September 1649 ebenda) war ein provenzalischer Dichter.
Pierre de Goudulin widmete sich der Rechtswissenschaft und wurde Advokat, wendete sich aber dann ganz der Poesie zu. Seine Dichtungen in provenzalischer Sprache wurden durch seine Lektüre der klassischen Dichter beeinflusst.
Sein Ruf verbreitete sich bald durch ganz Südfrankreich, wo sein Werk beim Adel Anklang fand und er auch häufig zu Gast war.
Der Gemeinderat von Toulouse bewilligte ihm eine Pension von 300 Livres, von der er lebte. Kurz vor seinem Tod ging er in das dortige Karmeliterkloster, wo er am 10. September 1649 starb.
Seine Gedichte, die aus Balladen, Stanzen, Elegien und Epigrammen bestehen, zeichnen sich weniger durch Gedanken- und Gefühlstiefe als durch Anmut und durch den Reiz der melodischen Sprache aus. Als sein wichtigstes gilt die Ode auf den Tod Heinrichs IV. Seine Werke erschienen gesammelt unter dem Titel Las Obros de Pierre Goudelin: Augmentados noubelomen de forço pessos, ambé le Dictiounari sur la lengo Moundino.